# Dió Rádió
A Dió Rádió egy Heves megyében fogható helyi kereskedelmi rádióállomás volt, amely 1996 és 2016 között működött.

## Története
A Dió Rádió gyöngyösi helyi rádióként 1996. április 27-től sugározta műsorát az FM 101,7 MHz-en. Székhelye a Gyöngyös főterén található egykori megyei katonai kvártélyház volt. Indulását a Szabad Rádiók Magyarországi Szervezete is segítette, amelynek 1996-tól tagja volt. Alapítója és tulajdonosa dr. Szecskő Tamás volt.
1999 márciusától teljesen önállóan, a nap 24 órájában sugároztak. 2002 augusztusában a rádió terjeszkedni kezdett, így Hevesen, az FM 93,7-en is hallhatták adásukat. Ennek a frekvenciának köszönhetően a Tisza-tó térségében is tökéletes minőségben fogható volt műsoruk. Az Országos Rádió és Televízió Testület (ORTT) 2006 februári döntése alapján a rádiónak lehetősége nyílt 2006. július 29-én Hatvan városában is megkezdenie a műsorszolgáltatást, így lett Heves megye legnagyobb kereskedelmi rádiója. 2008-tól Eger térségében a korábbi Rádió 7 frekvenciáján vált hallgathatóvá. 2012-ben a rádió bizonytalan helyzetéről jelentek meg hírek, és 2015-ben léte veszélybe került.
2016-ban Start című magazinműsora készítésére 3,2 millió Ft támogatást kapott a Nemzeti Média- és Hírközlési Hatóságtól.
2016. június 6-án a húsz éve működő Dió Rádió egyesült az Egerben 2014-ben megjelent FM 7-tel.

## Formátum
A Dió Rádió vételkörzetben élő 18 és 48 év közötti életkorú lakosságot tekintette elsődleges célcsoportjának. A másodlagos célcsoport az M3-as autópályát használó, esetleg a vételkörzeten kívül élő fenti korcsoportú felnőttek voltak. A rádió zenei formátuma Hot AC volt, ami többé-kevésbé hasonlított az országos Class FM zenei kínálatára.

## Korábbi vételkörzet
- Hatvan – 87,9 MHz (2006–2016)
- Heves – 93,7 MHz (2002–2013)
- Gyöngyös – 101,7 MHz (1996–2016)
- Eger – 106,9 MHz (2008-tól)[5]

## Munkatársak
- Műsorvezetők: Géczi Adrienn,[13] Győri Niki,[14] Pifkó Tamás[15]
- Hírszerkesztők: Mikó Dalma, Ollé Elina,  Pócs József, Pelle Szabolcs